# Rotterdam Open 2009
Il Rotterdam Open 2009, conosciuto anche con il nome di ABN AMRO World Tennis Tournament 2009 per ragioni di sponsorizzazione, è stato un torneo di tennis che si è giocato sul cemento indoor. È stata la 36ª edizione del Rotterdam Open, facente parte dell'ATP World Tour 500 series nell'ambito dell'ATP World Tour 2009. Si è giocato nell'impianto dell'Ahoy Rotterdam a Rotterdam nei Paesi Bassi, dal 9 al 15 febbraio 2009.

## Giocatori

### Teste di serie
| Giocatore          | Nazionalità   | Ranking* | Testa di serie |
| ------------------ | ------------- | -------- | -------------- |
| Rafael Nadal       | Spagna        | 1        | 1              |
| Andy Murray        | Gran Bretagna | 4        | 2              |
| Nikolaj Davydenko  | Russia        | 5        | 3              |
| Gilles Simon       | Francia       | 8        | 4              |
| Gaël Monfils       | Francia       | 12       | 5              |
| David Ferrer       | Spagna        | 14       | 6              |
| Jo-Wilfried Tsonga | Francia       | 13       | 7              |
| Robin Söderling    | Svezia        | 16       | 8              |

- Ranking al 9 febbraio 2009.

### Altri partecipanti
Giocatori che hanno ricevuto una Wild card:
- Grigor Dimitrov
- Jesse Huta Galung
- Thiemo de Bakker

Giocatori passati dalle qualificazioni:

- Arnaud Clément
- Stéphane Bohli
- Laurent Recouderc
- Evgenij Korolëv
- Marc Gicquel (lucky loser)

## Campioni

### Singolare
Andy Murray ha battuto in finale  Rafael Nadal con il punteggio di 6–3, 4–6, 6–0

### Doppio
Daniel Nestor /  Nenad Zimonjić hanno battuto in finale  Lukáš Dlouhý /  Leander Paes con il punteggio di 6–2, 7–5